# Гунар Грапс
Гунар Грапс (на естонски: Gunnar Graps) е съветски и естонски рок музикант (барабанист и певец).
Свири в редица рок стилове, нареждан е сред пионерите на хевиметъла в Съветския съюз в края на 80-те години, когато е вокалист в Групата на Гунар Грапс. Стилът му на пеене е сравняван с този на Мик Джагър и Алис Купър.

## Биография
Роден е в семейството на латвийския челист и музикален педагог Игорс Грапс и естонската му съпруга Салме Грапс. На 6 години Гунар започва да свири на чело, а на 13 основава първата си група „Сателидит“, в която е китарист. По-късно се присъединява към група „Микдорнид“ като барабанист. Някои от песните на Микронид са използвани в предаването „Побифо Ревю“.
През 1973 г. основава група Орнамент, свиреща хардрок, силно повлияна от „Лед Цепелин“. През 1976 г. Грапс става член на „Магнетик Бенд“. Групата свири в разнообразни стилове като джаз рок, ритъм енд блус, реге. През 1977 г. Гунар завършва Талинската музикална академия със специалност „перкусии“.
„Магнетик бенд“ придобива огромен успех в СССР, като в Тбилиси печели „Пролетни ритми“ – сред първите рок фестивали в страната, с песента „Лейди блус“. През 1982 г. Магнетик бенд издава първия си албум, озаглавен „Roosid Papale“ („Рози за татко“). В него са включени и блус и хардрок песни. След това бандата се преориентира към хевиметъла, но скоро е забранена от съветската власт.
През 1984 г. музикантите от „Магнетик Бенд“ продължават да свирят под името Група на Гунар Грапс (ГГГ). С настъпването на перестройката бандата започва да провежда турнета в СССР и страните от Източния блок. През 1988 издава албума Pōlemine („Изгаряне“), който остава единствен от онзи период. През 1989 г. Грапс емигрира в САЩ с цел да пробие на запад, но това не става. ГГГ се разпада през 1991 г.
След разпадането на СССР Грапс работи като музикален редактор в Естонското радио, а по-късно е DJ на ферибот. През 1993 г. е арестуван по обвинение за пренасяне на стероиди и прекарва 2 месеца в шведски затвор.
През 1994 г. записва албума „Tühjad pihud“ („Празни длани“), но той не постига успех. В края на 90-те години прави неуспешен опит да събере отново ГГГ, но групата изнася само няколко концерта. Умира от инфаркт на 17 май 2004 г.

## Дискография

### „Магнетик Бенд“
- Magnetic band, EP, 1978 (Мелодия, C62 13399 – 400)
- Roosid papale („Розы для папы“), LP, 1981 (Мелодия, C60 17019 – 20)

### Група на Гунар Грапс
- Põlemine („Горение“), 1988 (Мелодия, С60 27765 – 6)

### Соло
- Tühjad pihud („Пустые пазухи“), 1994
- Gunnar Graps (Eesti Kullafond), 3CD, 2002
- Rajalt maas (Сошедший с трассы), 2003